# Rhyssemus histrioides
Rhyssemus histrioides är en skalbaggsart som beskrevs av Rudolph Petrovitz 1963. Rhyssemus histrioides ingår i släktet Rhyssemus och familjen Aphodiidae. Inga underarter finns listade i Catalogue of Life.